# 王将社長射殺事件
王将社長射殺事件（おうしょうしゃちょうしゃさつじけん）は、2013年（平成25年）12月19日に王将フードサービスで当時社長であった大東隆行が射殺された殺人事件である。

## 概要

### 事件発生
2013年（平成25年）12月19日早朝、京都市山科区の王将フードサービス本社前にて、大東が心肺停止の状態で乗用車の横で倒れているところを通報され、病院へ搬送されたものの死亡が確認された。
この日、午前5時半頃に大東は自宅から自家用車を自分で運転し出勤。午前5時45分頃に駐車場に車を停め降りたところを、待ち伏せていた犯人に撃たれたとみられる。犯行に使われたのは小型の25口径の自動式拳銃で、至近距離から4発の銃弾が撃たれ、そのすべてが急所に命中していたことから、京都府警察捜査本部は銃の扱いに手慣れた人物の犯行と判断し、福岡県警察と協力して工藤會関係者を含む九州の複数の暴力団関係者を中心に捜査した。
同日の山科区内の小学校12校では、教師や保護者の同伴による集団下校が実施された。また、京都市内や一部の市町村の学校でも、怪しい人物に注意する旨の文面が配布された。
同年12月22日には大東の自宅で通夜が行われ、遺族や会社関係者など約30人が集まり、冥福を祈った。
2014年（平成26年）5月、王将フードサービスは大東への追悼の意を示す「追悼餃子」として事件後に約20万人が来店したことと、常連客により焼きたて餃子の写真をネット上でシェアする動きが広がったことを明かしたほか、後任社長の渡邊直人は「つらい時にたくさんのご支援を頂いた。お礼を申し上げたい」と語った。

### 捜査
2014年6月、犯人が逃走にバイクを使用した可能性が強まったほか、捜査本部などへの情報提供は300件を超えたが、犯人に結びつく有力情報は得られず長期間未解決事件だった。
2016年（平成28年）3月29日、反社会的勢力との関係の有無を調べていた第三者委員会による調査報告書が発表され、創業家との関係が深い福岡県内の不動産会社経営男性が率いる企業グループとの不適切な取引があり、約200億円が流出し、約170億円余が未回収になっていたことが明らかになった。同社はこれらの取引を巡って2012年から社内調査を実施し、報告書をまとめていたが、公表は見送られ、社長だった大東と総務部がそれぞれ1冊ずつ保管していた。また関係企業の1社とは同年1月まで取引があったことも確認された。王将と金銭的トラブルになっていた福岡県内の不動産会社経営男性が工藤會に大東の殺害を依頼したとみて、2014年（平成26年）4月初旬に京都府警察本部刑事部捜査第一課から事情聴取を受け、殺人容疑で家宅捜索を受けている。
2015年（平成27年）12月、事件現場の近くで発見された遺留品から検出されたDNA型が北九州市に拠点を置く工藤會組員のものと一致し、2017年（平成29年）7月にその組員が福岡県内のパチンコ店駐車場で職務質問を受けた際、乾燥大麻を所持していた容疑で福岡県警に逮捕されたが、組員は王将事件への関与を否定している。県警は2018年（平成30年）6月にも、福岡市内でゼネコン大林組の車に銃弾が撃ち込まれた事件に関与したとして、同じ組員を銃砲刀剣類所持等取締法違反（発射）などの容疑でも逮捕したが王将事件と結びつく供述は得られていないという。この組員は、福岡県警察本部暴力団対策部北九州地区暴力団犯罪捜査課が追っていた人物とのことで、行動確認を振りきり、王将事件が起こる1～2日前から行方不明となっていた。京都府警は、この組員を含む九州の複数の暴力団関係者が王将事件の直前に姿をくらませているなどの情報提供を福岡県警から受けて事情聴取を行い、王将の内部証言を材料に自白を引き出そうとしたが、この組員は関与を否認した。
2022年（令和4年）10月28日、京都府山科警察署捜査本部は、警察庁、福岡県警、検察当局とも立件に向けた協議を重ねて、犯行に使われたとみられる車両などの捜査を進め、状況証拠を改めて精査したうえ、福岡刑務所で服役中のこの組員を殺人や銃刀法違反の容疑で逮捕した。福岡刑務所内で逮捕状を執行したのちに、工藤會からの奪還や襲撃に備えて銃撃対策などを施した車両で山科署まで移送し、送検時も襲撃など不測の事態を警戒して検察庁には身柄を移さずに検事が山科警察署に直接出向くという異例の厳戒態勢が敷かれた。山科署捜査本部は、事件前日に現場周辺で複数の防犯カメラに捉えられた男性の画像を詳細に鑑定を進めて身体的特徴と照合した結果、いずれもこの組員の可能性が高いという鑑定結果が得られた。さらに現場周辺に残されたタバコの吸い殻の再鑑定も実施し、この組員が発生時間帯に現場にいた可能性を示す証拠も得られたことで、京都府警や京都地方検察庁は過去に何度も逮捕を模索するも大阪高等検察庁や最高検察庁から「起訴は難しい」とストップをかけられてきたが、今秋に入り警察庁や検察庁の「ゴーサイン」が出たと報じられている。この組員と大東との間に接点は確認されていないことから、何者かに銃撃を依頼された疑いがあるとして、事件の動機や背後関係の有無などについて捜査を進めるという。
山科警察署捜査本部は、福岡県に拠点を置く工藤會の組織的関与について捜査を進めるため、工藤會の捜査実績や情報量が豊富な福岡県警暴力団対策部との合同捜査本部を設置した。合同捜査本部は、この組員について実行犯であるとの見方を示し、共犯者や指示役などの背後関係を捜査する方針を固めた。合同捜査本部は、第三者委員会が指摘した福岡県内の不動産会社経営男性が率いる企業グループとの不適切取引についても捜査すると明らかにしており、帳簿類など財務捜査に長けた捜査第二課も投入して不動産会社経営男性が率いる企業グループとの不適切取引の実態を調べ、不動産会社経営男性の関係先や創業者の長男の自宅を家宅捜索するとともに、2人や元役員から事情聴取を行っている。

### 起訴
2022年11月18日、京都地方検察庁検察官は、前述の組員を殺人や銃刀法違反の公訴事実で京都地方裁判所に起訴した。
2024年9月10日、京都地裁は組員の公判を裁判員裁判の対象から除外し、裁判官のみで審理することを決定した。弁護側は決定を不服として即時抗告したが、10月10日、大阪高等裁判所は京都地裁の決定を支持し、弁護側の即時抗告を棄却した。15日、弁護側は決定を不服として最高裁判所に特別抗告したが、最高裁はこれを11月6日に棄却し、裁判官のみで審理することが確定した。